# Joan Clarke
Joan Elisabeth Lowther Murray, OBE (Londres, 24 de junho de 1917 – Oxford, 4 de setembro de 1996) foi uma criptoanalista e numismatista britânica, conhecida por seu trabalho na Segunda Guerra Mundial, quebrando códigos inimigos na instalação de Bletchley Park. Teve importante papel no Projeto Enigma, que decodificou as comunicações secretas da Alemanha Nazista, trabalho pelo qual foi indicada como membro da Ordem do Império Britânico. Foi também noivo de Alan Turing, de quem permaneceu com grande amizade até a morte dele, em 1954.

## Vida pessoal
Joan nasceu no bairro de West Norwood, na cidade de Londres, em 1917, sendo a filha mais nova entre três irmãos e uma irmã. Era filha de Dorothy Fulford e do reverendo William Kemp Lowther Clarke. Estudou na escola para moças de Dulwich, no ensino médio e ganhou uma bolsa de estudos em 1936 para o Newnham College, na Universidade de Cambridge, onde se formou como primeira da classe em matemática. Porém, o título pleno de matemática lhe foi negado por Cambridge, pois até o ano de 1948 somente homens podiam receber tal título. 
Sua grande habilidade com os números foi descoberta por William Gordon Welchman, estudante de geometria em Cambridge. Ele era um dos melhores matemáticos da instituição a ser recrutado em 1939 para supervisionar as operações de decodificação em Bletchley Park. Após perceber a habilidade de Joan, ele a recrutou para se juntar à equipe e se tornar parte da Escola de Codificação e Códigos do Governo (GCCS). As operações da GCCS começaram em 1939 com apenas um propósito, o de quebrar o Enigma. Enigma era uma máquina inventada pelos alemães para codificar suas mensagens, que eles consideravam indecifrável. Joan chegou a Bletchley Park em 17 de junho de 1940 e foi primeiramente alocada em um grupo só de mulheres, conhecidos como "As Garotas", que faziam apenas trabalho de rotina. Nesta época, criptologia não era considerado um trabalho de mulher. Segundo Joan, ela só soube de apenas mais uma criptóloga a trabalhar em Bletchley Park além dela.

## Carreira

### Bletchley Park
Em 1940, Joan foi recrutada por William Gordon Welchman, seu antigo supervisor acadêmico, para a GCCS, na seção conhecida como Hut 8, onde rapidamente se tornou a única mulher praticar o bamburismo, processo criptoanalítico desenvolvido por Alan Turing que reduziu a necessidade de usar a bomba eletromecânica. A bomba (bombe em inglês) era usada por Turing e Welchman para decifrar as mensagens da Enigma. Embora Joan tivesse o mesmo cargo de seus colegas homens, ela tinha um salário menor apenas por ser mulher. Sua primeira promoção, de maneira a reconhecer seu trabalho, foi para o nível de linguista, apenas para que pudesse ganhar mais, mesmo que não falasse outro idioma. 
Joan e Alan Turing se tornaram grandes amigos em Bletchley Park. Turing chegou a mudar suas escalas para que pudesse trabalhar com ela e os dois passavam muito de seu tempo livre juntos. No começo de 1941, ele a pediu em casamento e a levou para conhecer sua família. Apesar de admitir para ela, privadamente, sua homossexualidade, Turing decidiu que não poderia prosseguir com o casamento e rompeu o noivado alguns meses depois. Joan admitiu que suspeitava da sexualidade de Turing já havia um tempo, portanto não foi bem uma surpresa quando ele admitiu.

### Depois da guerra
Com o fim da Segunda Guerra Mundial, Joan trabalhou no quartel-general de comunicações do governo, onde ela conheceu o tenente-coronel John Kenneth Ronald Murray, oficial aposentado do Exército Britânico, que serviu na Índia. Eles se casaram em 26 de julho de 1952, na Catedral de Chichester. Logo após o casamento, John se aposentou do serviço de comunicações devido à saúde frágil e o casal se mudou para Crail, na Escócia. Eles retornaram para o serviço em 1962, onde Joan trabalhou até 1977, onde se aposentou com 60 anos e eles não tiveram filhos.
Com a morte do marido em 1986, Joan mudou-se para Headington, em Oxfordshire, onde continuou sua pesquisa em numismática e ajudou vários historiadores a estudar códigos da Segunda Guerra e a quebrá-los, como faziam em Bletchley Park. Como ainda há um selo de confidencialidade sobre seu trabalho para o governo, boa parte de seus feitos ainda não são conhecidos.

## Morte
Joan Clarke morreu em sua casa, em Headington, em 4 de setembro de 1996, aos 79 anos.

## Cinema
Joan Clarke foi interpretada pela atriz Keira Knightley no filme de 2014 The Imitation Game, onde o ator Benedict Cumberbatch interpreta Alan Turing. 